# NGC 1309

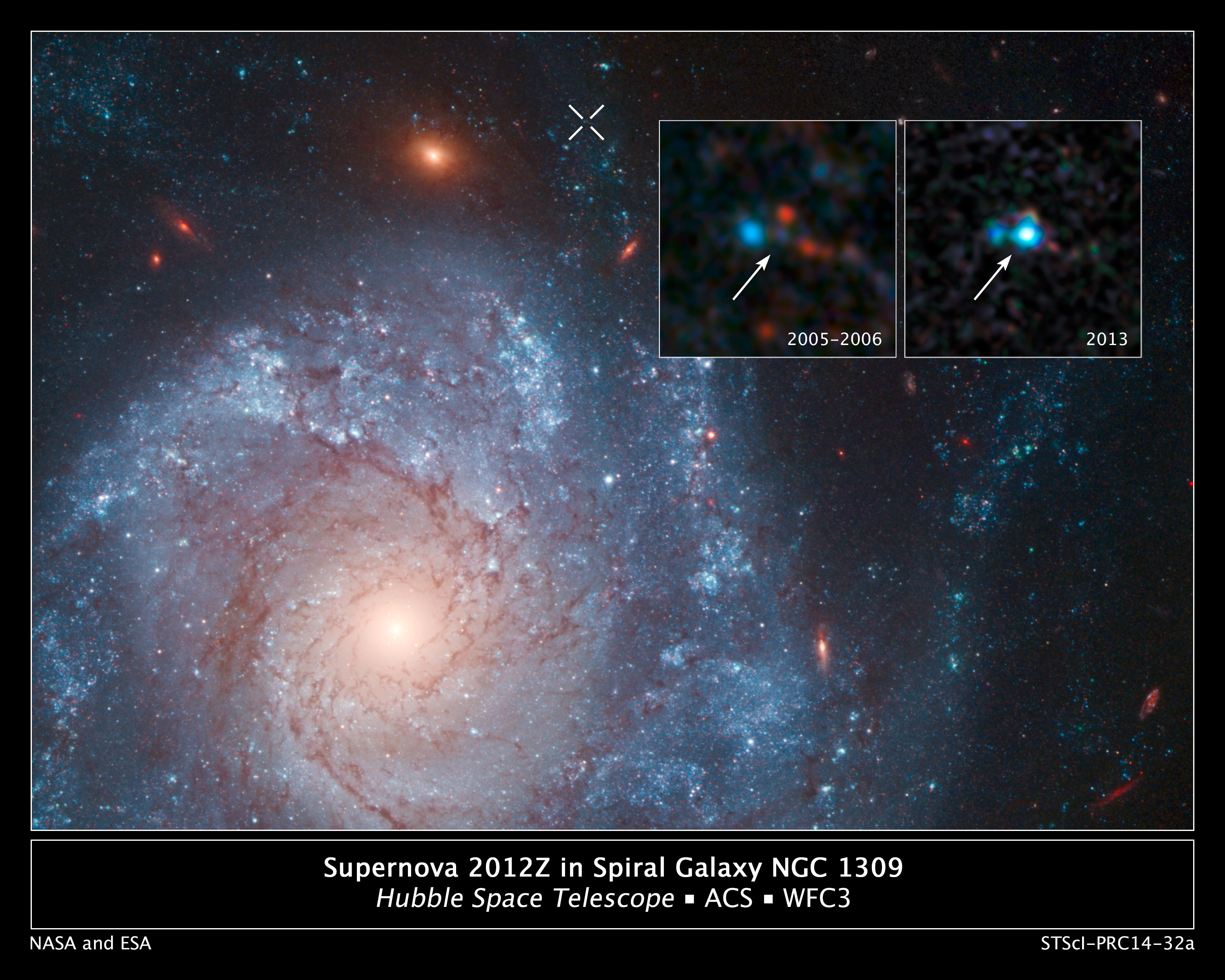
NGC 1309 e la supernova SN 2012Z (Telescopio spaziale Hubble)

NGC 1309 è una galassia a spirale della costellazione dell'Eridano, scoperta da William Herschel nel 1785.